# Hannah Lothrop
Hannah Lothrop (* 18. November 1945 in Otterberg; † 5. November 2000 in Holzhausen an der Haide) war eine deutsche Psychologin, Autorin, Atemtherapeutin nach Middendorf und Begründerin der Stillgruppenbewegung in Deutschland. Darüber hinaus galt sie als Pionierin der ganzheitlichen Geburtsvorbereitung für Paare und war maßgeblich an der verbesserten Betreuung von Eltern mit erlittener Fehl- und Totgeburt beteiligt.

## Wirken
Bekannt wurde Lothrop vor allem durch ihren 1980 bei Kösel publizierten Ratgeber Das Stillbuch, der in Deutschland lange Zeit zu den wenigen Stillratgebern überhaupt gehörte. Das Buch wurde schnell vom Geheimtipp für junge Eltern zum Bestseller und ist 2016 in der 39. Auflage erschienen. Das Stillbuch gilt seit den 1980er Jahren als das Standardwerk zur Stillzeit und ist in mehrere Sprachen übersetzt worden. Lothrop verfasste dieses Buch auf Grund ihrer positiven Stillerfahrung nach der Geburt ihres ersten Kindes im Ausland und ihrer negativen Erfahrung nach der Geburt ihres zweiten Kindes in Deutschland.
1991 veröffentlichte Lothrop mit Gute Hoffnung – Jähes Ende: Fehlgeburt, Totgeburt und Verluste in der frühen Lebenszeit. Begleitung und neue Hoffnung für Eltern einen weiteren Ratgeber, dessen Empfehlungen in den frühen 1990er Jahren zu einem Paradigmenwechsel in geburtshilflichen Einrichtungen führte. Beeinflusst durch den Verlust ihrer während der Schwangerschaft am Turner-Syndrom verstorbenen Tochter entwickelte sie Konzepte und Rituale, die von einer routinemäßigen Gabe bewusstseinsverändernder Medikamente absahen, den unmittelbaren Kontakt zu dem verstorbenen Kind förderten und Möglichkeiten der Erinnerung und Trauerbewältigung aufzeigten. Persönliche Erfahrungen mit entsprechenden Stützgruppen in Florida sowie ihre jahrelange Tätigkeit in der Geburtsbegleitung und Nachbetreuung von Eltern, deren Kind im Vinzenz-Pallotti-Hospital in Bensberg tot geboren wurde, flossen in das Buch ein.
Hannah Lothrop war Inhaberin einer eigenen Praxis nahe Wiesbaden und leitete internationale Fortbildungsveranstaltungen und Workshops. Sie war verheiratet und Mutter zweier lebender Kinder.

## Publikationen
- Das Stillbuch, Kösel-Verlag, ISBN 978-3-466-31064-7
- Gute Hoffnung – jähes Ende: Fehlgeburt, Totgeburt und Verluste in der frühen Lebenszeit. Begleitung und neue Hoffnung für Eltern, Kösel-Verlag, ISBN 978-3-466-34632-5